# Pura
|  | Per a altres significats, vegeu «PURA». |

Pura és un municipi del districte de Lugano (Cantó de Ticino, Suïssa).